# 宴会裙

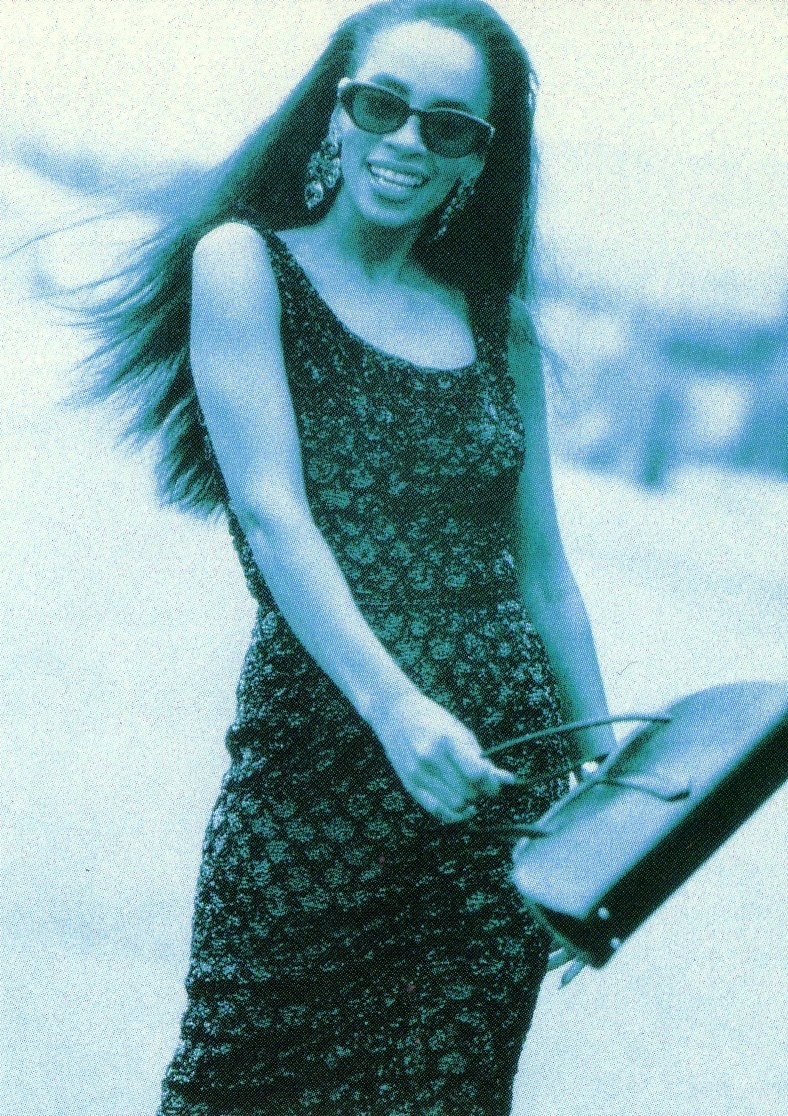
宴会裙 (1950年代)

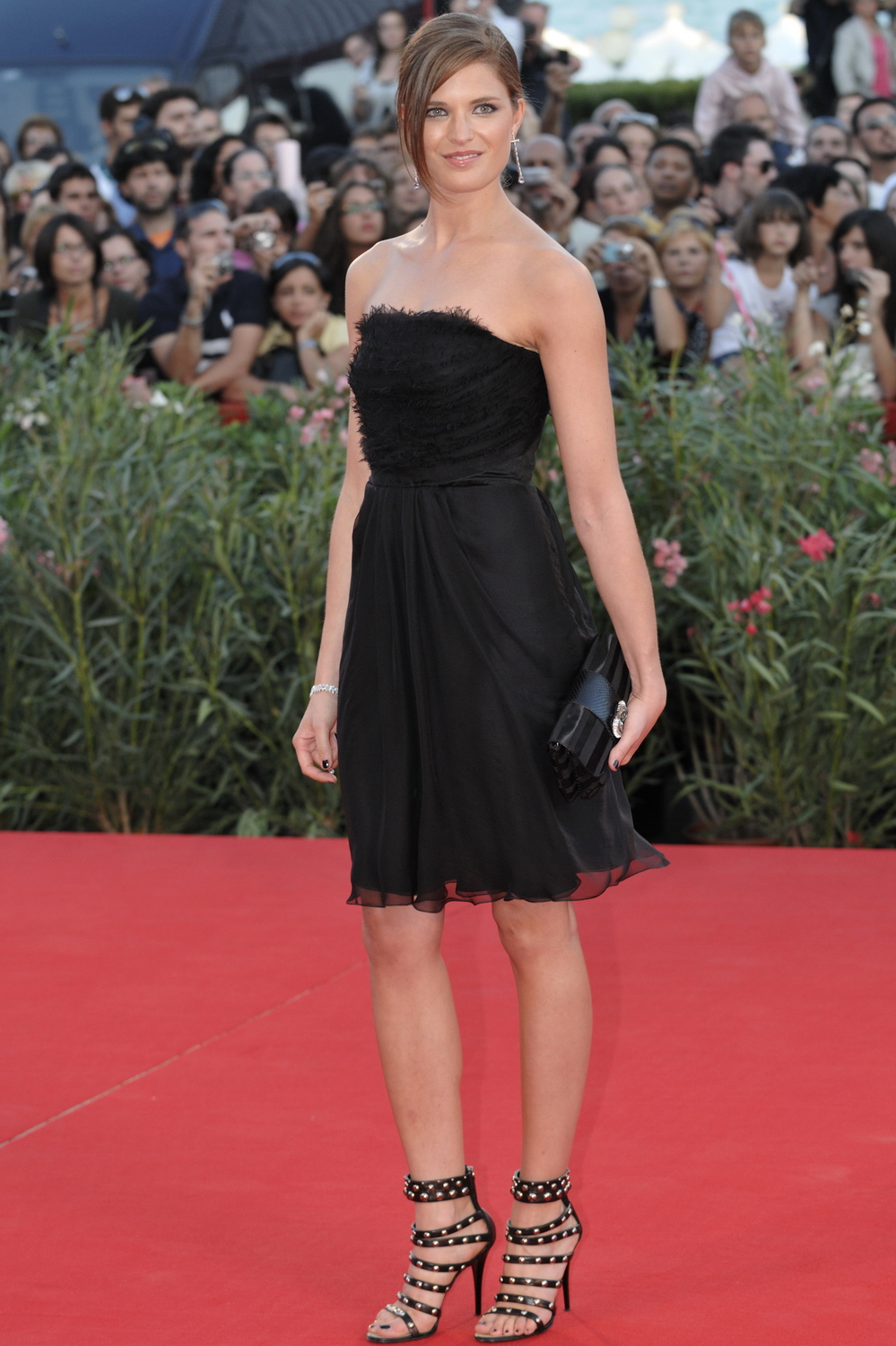
黑色小禮服 2009年

宴会裙（英語：Cocktail dress），又称小礼服，是以小裙装为基本款式的一種女性現代服裝，具有轻巧、舒适、自在的特点，小礼服的长度因应不同时期的服装潮流和本土习俗而变化，是适合在众多礼仪场合穿着的服装，例如酒会、宴会、生日會、商务谈判、约会、度假休闲、婚宴等，而这些场合的最高着装要求为黑色领结（black tie）。今天的小礼服，具有轻巧、舒适、自在的特点，适合在众多礼仪场合穿着，采用高档的衣料以及贴身的剪裁设计，将女性的曲线美展现得淋漓尽致。

## 歷史
小礼服刚出现的时候，指的是二十世纪二十年代在出席雞尾酒会穿着的一种裙子，当时它是一种比较受欢迎的日间用的服装，具有长、松身、裙摆到膝盖的宝石色直筒装。并配上礼服小帽、手套并配以小手袋。1926年，加布里埃尔·香奈儿在美国时尚杂志《VOGUE》发表了一件简洁的直身短装黑色礼服图片，这件衣服只有少量的对角线作为装饰，VOGUE杂志称之为香奈儿的“福特T型号车”，其评论说这种黑色小礼服适合所有当时的社会阶层女性，并且预言这种小礼服的雏形会成为全部女性必不可少的服装。直到20年代末，小礼服依旧是仿照日间服的设计，但已经开始进入它的演变过程。
到了上世纪30年代至40年代的十年里出现了全天可穿小礼服。这种小礼服以黑色为主色调，丝和缎是最常用的面料，长度一般仅仅到膝盖位置。黑色小礼服的兴起主要归功于两个原因。第一个是因为黑色小礼服作为办公室服装显得简洁而严谨，晚上参加派对时穿显得时髦而典雅。黑色小礼服通常由人造钻纽扣和服装配饰（比如胸针、亮片）点缀并出现在晚间活动（舞会、酒会等）。再者，限于当时的黑白摄影技术，女明星通常都在电影里穿着黑色礼服，避免礼服在电影成像中的色彩扭曲。小礼服很快成为了当时女性行动自由和身心自由的标志，给人以无忧无虑的感觉，它不像舞会礼服那样追求飘逸的视觉效果。
第二次世界大战后，小礼服有了巨大的转变，这归功于从外国回到本国的士兵将其他民族的服装款式和外国面料带入西方社会。款式也变得越来越开放，礼服的长度变短，领口变得更低，紧身并突出身材，而且都取消了袖子。战后的小礼服由于采用更多的反光亮片和闪亮的刺绣变得更加引人注目和迷人，人们认为越衣服闪亮越好。 在上世纪40年代末，克里斯汀·迪奥是第一个提出“小礼服”这个词去形容当时的礼服潮流的。稍带浮夸设计的帽子、至手肘长的手套、带闪光粉盒为配饰的小链袋和与手袋服装颜色相衬的鞋子都是普遍的出席鸡尾酒派对女性着装，这个传统一直延续到60年代中。到了五十年代是小礼服的全盛时期，小礼服的设计发生了巨大转变。小礼服演变成为很多不同款式，带伞裙裙襬的、带dÃ©colletÃ领口的，带宝石领口的紧身礼服等等，束腰强调出女性曲线的设计成为当时的主流。
上世纪60年代比起50年代的小礼服发生了巨大转变，色彩变得相对变淡，粉彩、银色和金色替代黑色成为礼服的主色调，礼服上的装饰品相对减少，裙身变窄。年轻的女孩所穿的小礼服被迪士高服装所替代。由于鸡尾酒会变得不流行，人们晚上多数呆在家里。因此到了60年代末，家常便装被花俏的小礼服所替代，但小礼服的设计还是紧跟当时的潮流的。
到了70年代吹起了休闲风，小礼服也被宽松的连衫裤和裤子所替代。80年代休闲风过后，小礼服再次为大众所喜爱，通常是用绸缎作为面料并用蕾丝修饰。上世纪90年代开始，小礼服重新兴起并为时尚潮人所追随，多数好莱坞的女主角都喜欢穿着小礼服出现在红地毯上。从那时起各品牌的时装设计师开始重新推出已被忽略了二十年的小礼服系列。

## 小礼服特色
时至今日，小礼服是大多数品牌的时装系列所必备的设计品。而正是由于小礼服在历史上的几个风格的重大转变，演变出今天层出不穷的各种风格。小礼服引领时尚潮流，让女生们拥有美丽的装扮，点缀高雅气质。小礼服给女人们带来的不仅是高贵的气质和淡雅的女人味，也是品味与地位的象征，备受女性喜爱。
小礼服的风格多种多样，有宫廷复古，民族风情，优雅甜美，英伦贵族，花园女孩，名媛淑女，摇滚风格，女神风范，异域风情，平民时尚等。款式也新颖独特，包括抹胸裙，吊带裙，斜裙，收腰包身裙，背心裙，迷你裙，蛋糕裙，鱼尾裙，褶裙，筒裙等等。制作小礼服材质丰富，有雪纺，纯棉，蕾丝，真丝，羊毛，亚麻，绸缎，牛仔布，皮革等。